# 扶桑町立高雄小学校
扶桑町立高雄小学校（ふそうちょうりつ たかおしょうがっこう）は、愛知県丹羽郡扶桑町にある小学校。

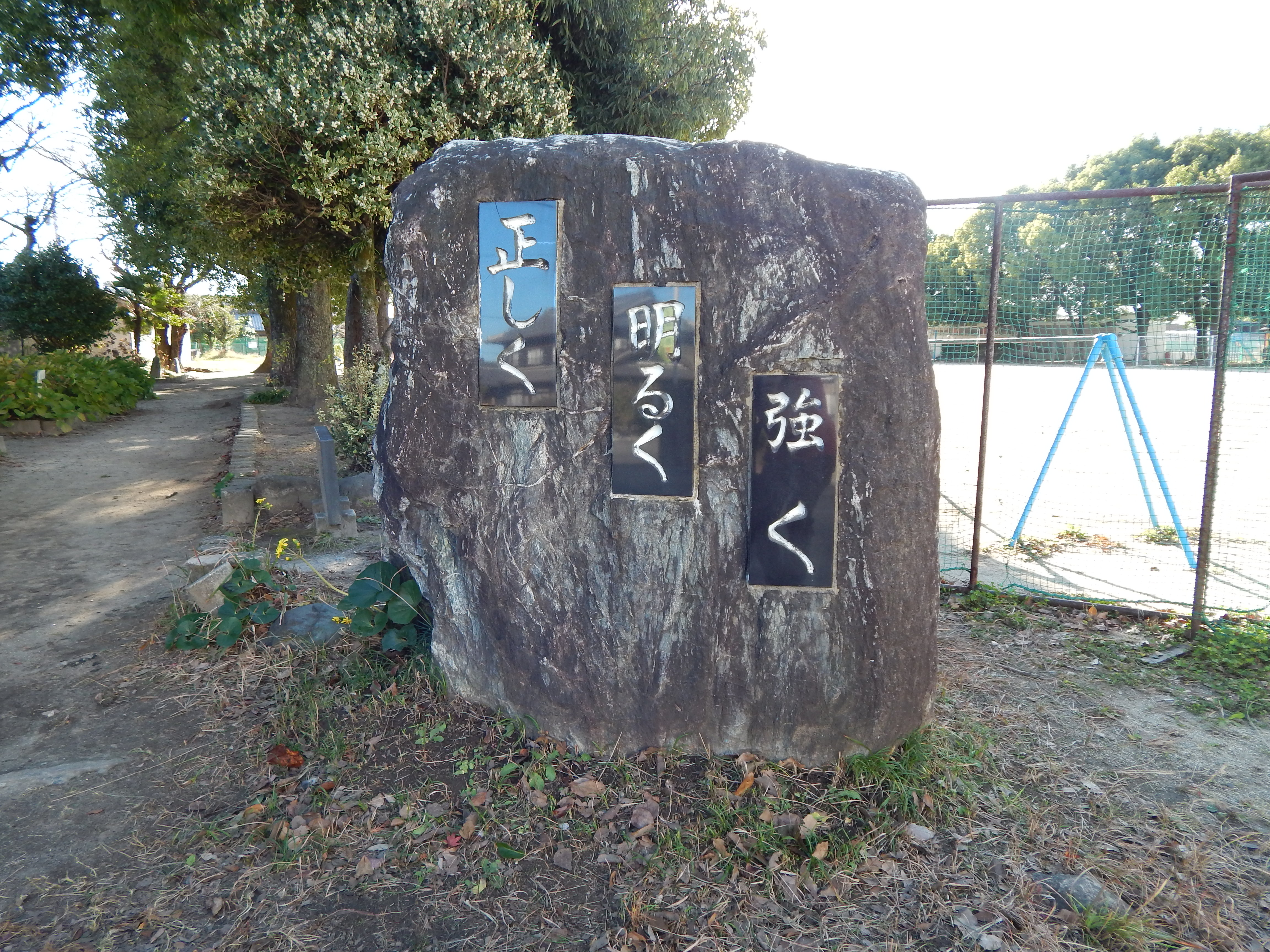
校訓の「強く 明るく 正しく」が刻まれた石碑

## 歴史
- 1872年（明治5年）- 仮義校が覚王寺に創設される[1][2]。通学区域は犬山羽根村、下野村、下野原新田（いずれも現在の扶桑町高雄）、河北村（現在の犬山市羽黒）。
- 1873年（明治6年）9月 - 同位置に顕誠学校が創立する[1][3]。
- 1876年（明治9年）6月 - 下野村中海道（堀之内）に移転し、通学区域から河北村を分離[2]。
- 1877年（明治10年）10月 - 高雄学校に校名を変更[1]。
- 1887年（明治20年）11月 - 尋常小学高雄学校に校名を変更[1]。校舎を溝下に移転[2]。通学区域は高雄、木津、上野の三村[2]。
- 1888年（明治21年）6月 - 橋爪分校を橋爪に設立[2]。通学区域は岩橋村（橋爪、五郎丸）[2]。
- 1889年（明治22年）11月 - 上木分校を上野に設立[2]。通学区域は上野、木津[2]。
- 1892年（明治25年）- 高雄尋常小学校に校名を変更[1]。通学区域は高雄村[2]。
- 1903年（明治36年）10月 - 三教室増築[2]。
- 1907年（明治40年）5月 - 扶桑第二尋常小学校に校名を変更[1]。
- 1908年（明治41年）12月 - 四教室並びに使丁室増築[2]。
- 1910年（明治43年）9月 - 裁縫室、宿直室増築[2]。
- 1911年（明治44年）10月 - 高雄尋常小学校に校名を変更[1]。
- 1914年（大正3年）4月 - 運動場250坪増設[2]。
- 1928年（昭和3年）11月 - 校庭拡張、1,355坪[2]。
- 1941年（昭和16年）2月 - 奉安殿、皇紀2600年記念塔建設[2]。
- 1941年（昭和16年）4月 - 国民学校令施行により[2]、扶桑村立高雄国民学校に校名を変更[1]。
- 1942年（昭和17年）6月 - 二教室増築[2]。
- 1947年（昭和22年）4月 - 扶桑村立高雄小学校に校名を変更[1]。
- 1952年（昭和27年）1月 - 五教室改築[2]。
- 1952年（昭和27年）8月1日 - 扶桑町立高雄小学校に校名を変更[2]。
- 1956年（昭和31年）7月 - プール竣工[2]。
- 1958年（昭和33年）3月 - 校舎増改築七教室[2]。
- 1964年（昭和39年）2月 - 校歌制定[2]。
- 1964年（昭和39年）11月 - 講堂竣工[2]。
- 1965年（昭和40年）5月 - FBC学校花壇コンクール入賞[2]。
- 1968年（昭和43年）2月 - 鉄筋校舎八教室竣工[2]。
- 1971年（昭和46年）7月 - 鉄筋校舎十二教室、新プール完成[2]。
- 1973年（昭和48年）3月 - 鉄筋防音校舎十教室、九特別教室竣工[2]。
- 1974年（昭和49年）3月 - 鉄筋防音校舎二教室、五特別教室竣工[2]。
- 1976年（昭和51年）12月 - 学校給食優良校として県教委より表彰[2]。
- 1977年（昭和52年）9月 - 国旗掲揚塔改築工事完成[2]。
- 1978年（昭和53年）度 - 国語科研究発表[2]。
- 1979年（昭和54年）4月1日 - 扶桑町立扶桑東小学校開校に伴い、学区から南北定松、南新田、南新田住宅、福塚を分離[2]。
- 1983年（昭和58年）2月 - 東海三県学校図書館奨励賞受賞[2]。
- 1983年（昭和58年）11月 - 花いっぱい運動優良賞受賞[2]。
- 1984年（昭和59年）11月 - 花いっぱい運動優秀賞、地域花壇受賞[2]。
- 1985年（昭和60年）8月 - 運動場整備（バックネット、防球ネット設置）[2]。
- 1986年（昭和61年）11月 - 優良こども銀行として県、県貯推委より表彰[2]。
- 1988年（昭和63年）4月 - 学校環境緑化コンクールにて県教委賞受賞[2]。
- 1990年（平成2年）4月 - 郷土資料館設置[2]。
- 1992年（平成4年）- 公民館緞帳新調、水道配管改修工事[2]。
- 1993年（平成5年）8月 - 本館、北館屋上部分の防水補修工事[2]。

### 児童数の変遷
『愛知県小中学校誌』（2018年）によると、児童数の変遷は以下の通りである。
| 1947年（昭和22年） | 508人  |  |
| 1957年（昭和32年） | 480人  |  |
| 1967年（昭和42年） | 不明   |  |
| 1977年（昭和52年） | 1368人 |  |
| 1987年（昭和62年） | 不明   |  |
| 1997年（平成9年）  | 446人  |  |
| 2007年（平成19年） | 508人  |  |
| 2017年（平成29年） | 552人  |  |

## 通学区域
- 北新田、羽根、羽根西、東川西、東川南、東川北、東川住宅、高雄団地、宮島、伊勢帰、扶桑台[5]

## 遊具等

### 仲よし号
1957年（昭和32年）1月14日から1965年（昭和40年）2月8日までグランド西隅に置かれていた、電車廃車体を再利用した低学年用施設兼図書室。昭和30年代当時のPTA会長が名鉄社長と親類の間柄だったこともあり、豊川市内線で無用となっていたモ100形電車（2代）の寄贈（車体のみ）が決まったという。
小学校到着後、廃車体は再塗装され、側面に「仲よし号」と記された。ロングシートの座席は読書椅子に向いていたが、施錠ができなかったため車内に置かれた蔵書数は少なかった。窓越しにグランドを望むことができ、野球試合の観戦席にもなった。
木造車体ゆえの劣化の早さから修繕費がかさむようになり、設置から約8年で役目を終え、解体された。

### あすなろ山

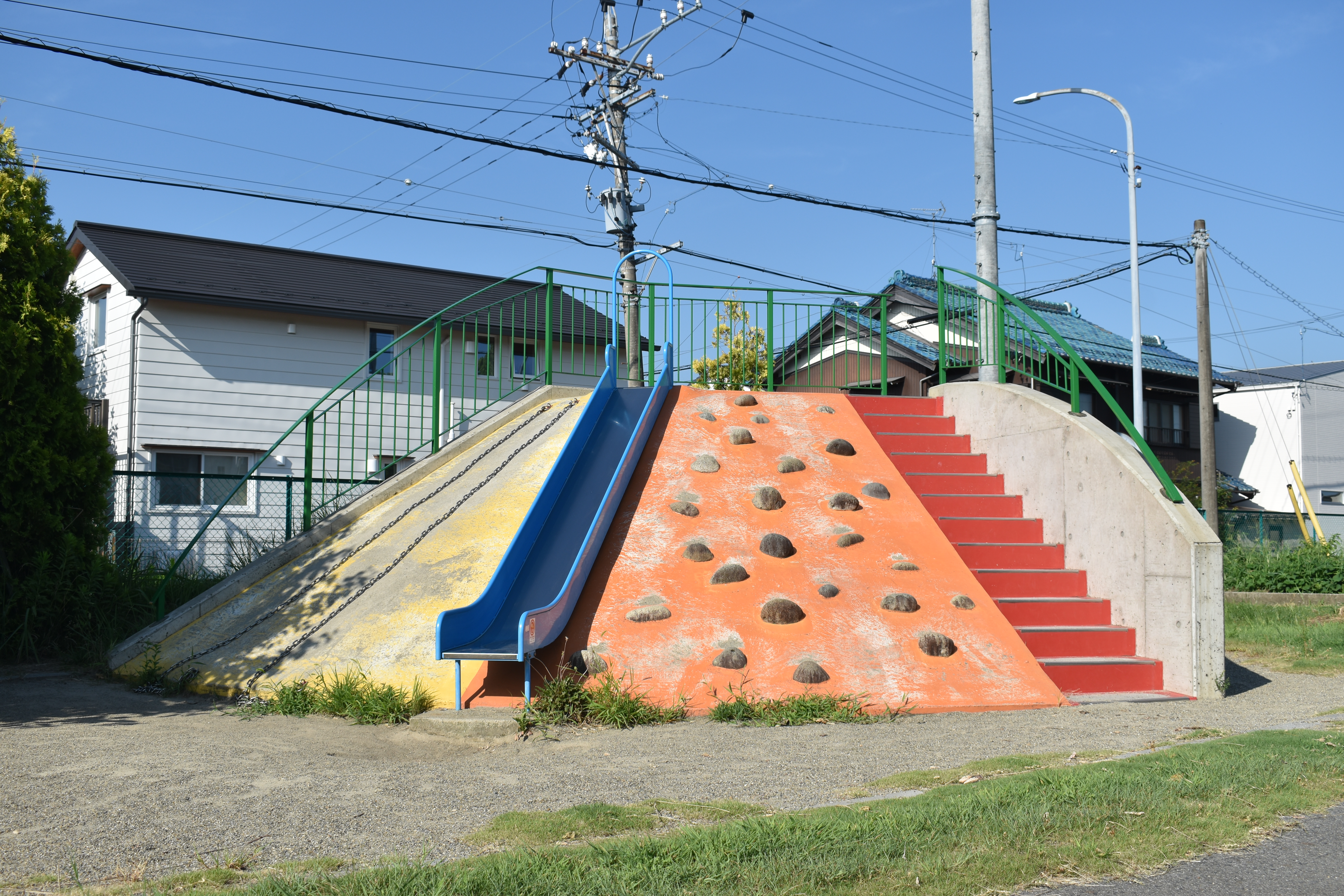
新あすなろ山

かつて校庭の一角にあった山を模した遊具。1971年（昭和46年）に学校創立100周年を記念して造られたもので、山の正面は滑り台になっているほか、吊るされたチェーンに掴まったり、出っ張った石に足をかけ、ボルダリングのように登って遊ぶことができた。内部には土管が埋め込まれていて、トンネルをくぐったり、上からはしごや棒で下りることもできた。
建設から約50年後となる2018年（平成30年）、高雄放課後児童クラブ館建設のため撤去され、敷地内の別の場所に同じく山を模した遊具が新設された。

## 出身者
- 千田憲三（第7代名古屋鉄道社長）
- 鯖瀬武（第11代扶桑町長）

## 周辺
- 名鉄犬山線木津用水駅
- 扶桑高雄郵便局